# Pierre Joseph Manec
Pierre Joseph Manec, né le 15 octobre 1799 à Montpezat (Lot-et-Garonne) et mort le 15 février 1884  dans la même commune (lieu-dit "La Blanche"), est un chirurgien et anatomiste français.

## Biographie

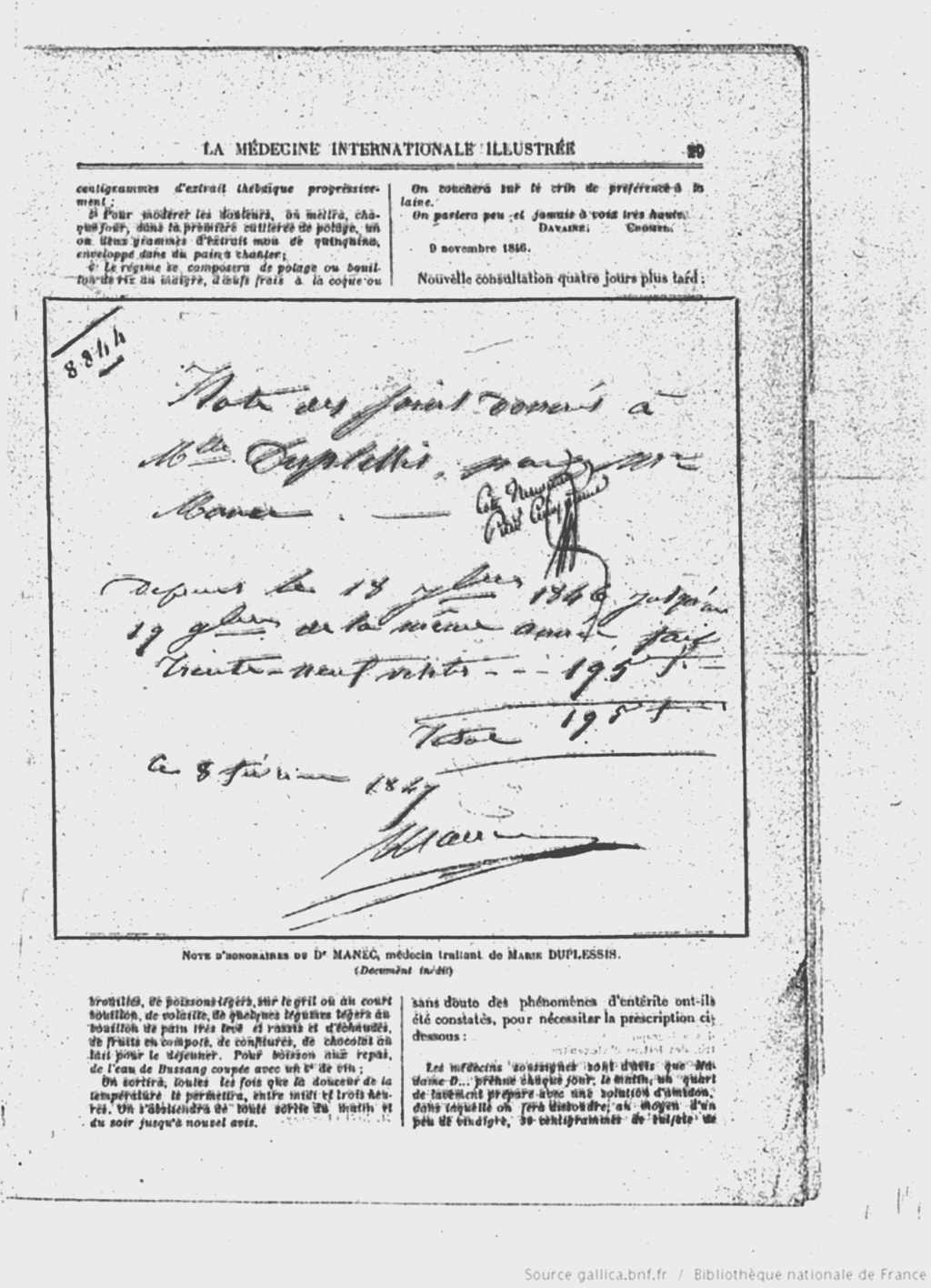
« Notes d'honoraires du Dr Manec », in: La Médecine internationale, 1893,.

Fils de Timothée Manec (né en 1758), officier de santé de Montpezat , Pierre Joseph Manec (dit "Manec aîné") est docteur en médecine, premier prosecteur à l’Amphithéâtre général des hôpitaux civils de Paris. Il est l'élève de Lallemant. Il est ensuite nommé chef de travaux d'anatomie à la Faculté de médecine de Paris et chirurgien à l'hôpital de la Salpetrière. Professeur particulier d'anatomie et de médecine opératoire, il mène des travaux sur la hernie crurale, sur l'anatomie des nerf (en particulier du nerf splanchnique) et sur la ligature artérielle. Il aurait soigné Marie Duplessis, la « Dame aux Camélias »,,
Il est membre de la Société anatomique de Paris (admis le 12 janvier 1826 en tant que titulaire, trésorier-archiviste de 1826 à 1829, puis membre honoraire après 1835). Après une brillante et fructueuse carrière parisienne, il revient et meurt en célibataire à Montpezat ; il est enterré dans le cimetière Saint-André.
Il est le frère aîné de Pierre-Adrien Manec, dit "Manec jeune" (né en 1807), également médecin et chirurgien militaire, auteur d'une réfutation de l'homéopathie, revenu à Montpezat pour y suivre une carrière de médecin de campagne. Il y est maire de 1870 à 1871.

## Œuvres et publications
- Dissertation sur la hernie crurale, [Thèse de médecine N° 190, présentée le 30 août 1826], 1826, 51 p., 2 f. de pl. ; In-4.
- Anatomie analytique. Nerf grand sympathique, Paris : G. Baillière, (s. d.), Gr. in-fol., plano, fig.; Bruxelles : Dumont, 1832, Texte intégral.
- Anatomie analytique. Névrologie, Paris : impr. de J. Didot l'aîné , 1829.
- Observations de hernies étranglées recueillies dans le service de M. Manec suivies de quelques réflexions, [Extrait de la "Gazette des hôpitaux], "Paris : impr. de H. Plon , 1859 in-8° , 23 p.
- Recherches anatomico-pathologiques sur la hernie crurale, Paris : Mme Auger-Méquignon , 1826, in-4° , 54 p., pl.
- Traité théorique et pratique de la ligature des artères, [Ill. de Nicolas Henri Jacob], Paris : Crochard , 1832, [nouvelle édition augmentée], 1835.

En collaboration
- avec Jules Cloquet: Traité d'anatomie descriptive.
- avec M. le Docteur Laboulbène: Chirurgie pratique. Trois observations de tumeurs cancéreuses du sein ayant acquis un très-grand développement, et guéries par l'opération sans récidive, après douze, neuf et trois années. (Note communiquée à la Société de Biologie.), in: Gazette médicale de Paris, 1859, série 3, n° 14, p. 337-8, Texte intégral.